# Матея Милованович
Матея Милованович (серб. Матеја Миловановић, нар. 18 квітня 2004, Влардінген, Нідерланди) — сербський футболіст, центральний захисник клубу «Партизан».

## Ігрова кар'єра

### Клубна
Матея Милованич народився у Нідерландах. Пройшов через академії роттердамської «Спарти» та столичного «Аякса», з яким у 2021 році підписав трирічний професійний контракт. У серпні 2022 року Милованович дебютував у складі «Йонг Аякс» у другому дивізіоні чемпіонату Нідерландів.
Сезон 2024/25 Милованович провів в складі «Геренвена». 22 вересня в матчі проти «Гронінгена» захисник дебютував у елітному дивізіоні.
Влітку 2025 року Милованович повернувся на свою історичну батьківщину, де приєднався до столичного «Партизана». 10 липня у матчі кваліфікації Ліги Європи проти кіпрського АЕКа футболіст провів першу гру в белградській команді.

### Збірна
З 2024 року Матея Милованович почав свої виступи у складі молодіжної збірної Сербії.